# Cabinteely
Cabinteely (Cabán tSíle en Irlandais ("Sheila's Cabin" en anglais), c'est-à-dire "Cabine de Sheila" en français) est une ville dans la banlieue de Dublin en Irlande, dans le comté de Dun Laoghaire-Rathdown et dépend de la circonscription de Dún Laoghaire. Auparavant village rural du Comté de Dublin, elle est devenue depuis ces 20-30 dernières années une banlieue du Grand Dublin et devient un secteur résidentiel de plus en plus populaire. À ce titre, la ville est de mieux en mieux desservie par les transports en commun (bus, car, train...)